# Ауэзовский район
Ауэзовский район (каз. Әуезов ауданы) — административно-территориальная единица города Алма-Аты. Код КАТО kz.75.1310000

## История
Ауэзовский район был образован 10 марта 1972 года Указом Президиума Верховного Совета Казахской ССР в результате расформирования Ленинского и Калининского районов. Назван в честь советского казахского учёного, писателя и драматурга Мухтара Ауэзова.

## На карте города
Район расположен в западной части города. Из-за образования нового Наурызбайского района в 2014 году и входом в него микрорайонов Ауэзовского района «Калкаман» и «Алты Алаш», западная часть района ограничивается по восточной стороне рекой «Каргалы».

## Достопримечательности
Район славится своими культурными и историческими  памятниками: памятник-бюст Турару Рыскулову (перед входом в университет Нархоз), А.Розыбакиеву (перед входом в школу № 153), памятники В.И.Ленину, М.И.Калинину, М.Горькому, «Памяти павших будьте достойны», «Вечная слава павшим в боях за Родину», «Вечная память павшим героям», «Борцам октябрьской революции». 
На территории района находятся известные учреждения культуры: ТЮЗ им. Н.Сац, кинотеатр «Сарыарқа», парк «Family», библиотека  казахстанских писателей, АО «Динамо».

## Промышленные объекты
В районе развита хлебобулочная продукция (ТОО ХБК «Аксай», ТОО ХБК «Алматынан»), производство чая (ТОО «Tea House»), минеральной воды (ТОО «Vita Bottlers Казахстан»), изделий из бумаги (Бумажный завод Маолин») и др. (АО СП «Белкамит», ТОО «Абди Ибрахим Глобал Фарм», ТОО «Спира-Берга», производственно-полиграфический комбинат «Парус», ТОО «Цин-Каз», ТОО «Кастинг», ТОО «Лифт Комплекс»).
Расположены торгово-развлекательные центры «GrandParkAlmaty», «Almatymall», «Москва», «Азия Парк», «Спутник» .

## Здравоохранение
На территории района расположено 5 медицинских учреждений:
- Городская поликлиника №6, мкр. 4, пр. Алтынсарина, 3 А
- Городская поликлиника №10, мкр. Аксай-4, 17
- Городская поликлиника №15, мкр. Достык, ул. Ильича, 17
- Городская поликлиника №16, мкр 12, ул. Шаляпина, 19 А
- Городская поликлиника №18, мкр. Таугуль-3,  ул. Тохтарова, 10

## Население
Национальный состав (на начало 2019 года):
- казахи — 184 931 чел. (62,57 %)
- русские — 70 562 чел. (23,88 %)
- уйгуры — 17 297 чел. (5,85 %)
- корейцы — 6 060 чел. (2,05 %)
- татары — 4 297 чел. (1,45 %)
- узбеки — 1 939 чел. (0,66 %)
- украинцы — 1 484 чел. (0,50 %)
- турки — 1 358 чел. (0,46 %)
- азербайджанцы — 1 351 чел. (0,46 %)
- немцы — 1 057 чел. (0,36 %)
- киргизы — 925 чел. (0,31 %)
- дунгане — 749 чел. (0,25 %)
- чеченцы — 341 чел. (0,12 %)
- армяне — 249 чел. (0,08 %)
- курды — 244 чел. (0,08 %)
- белорусы — 240 чел. (0,08 %)
- ингуши — 214 чел. (0,07 %)
- другие — 2 245 чел. (0,76 %)
- Всего — 295 543 чел. (100,00 %)

## Акимы
1. Шатов, Евгений Иванович (1994—1997)[8]
2. Устюгов, Владимир Николаевич (1997—2006)[9][10]
3. Несипбаев, Адиль Сагымбекович (17.07.2006 — 2009)[11]
4. Торгаев, Беккали Нургалиевич (13.08.2009 — 02.2015)[12]
5. Рахимбетов, Алтай Ергазинович (с 20.02.2015 — 26.09.2018)[13]
6. Ускенбаев, Ануар Ауезович (с 26.09.2018 — 26.08.2019)[14]
7. Сайфеденов, Сайран Тапенович (с 28.08.2019 — 19.05.2023)[15]
8. Егембердиев, Абзал Куандыкович (с 19.05.2023)[16]

## Фотогалерея

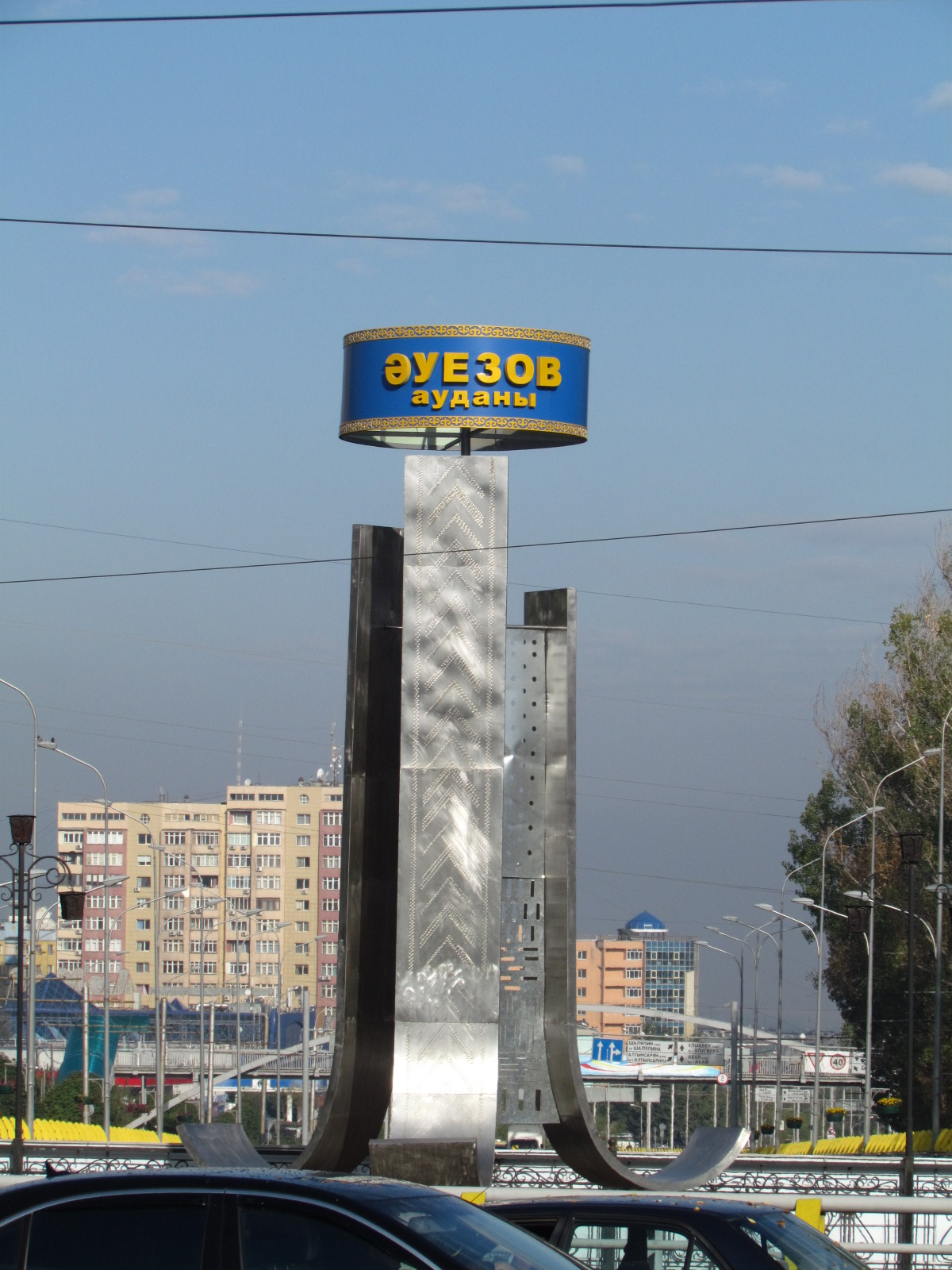
Пограничный знак Ауэзовского района города Алма-Ата (Казахстан) на перекрёстке улиц Саина — Жандосова. (2 октября 2014 года)
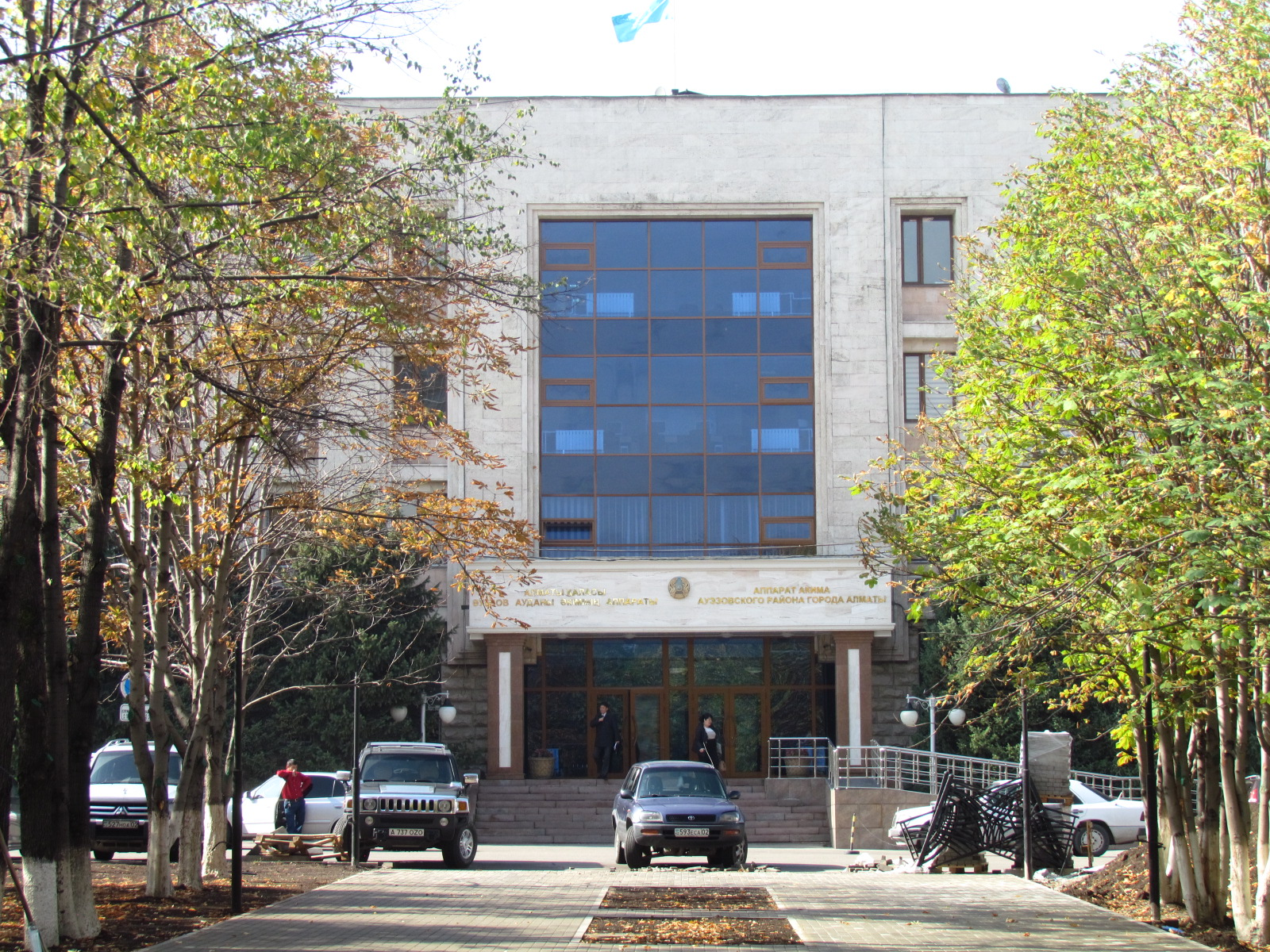
Акимат Ауэзовского района на проспекте Алтынсарина. (3 октября 2014 года)
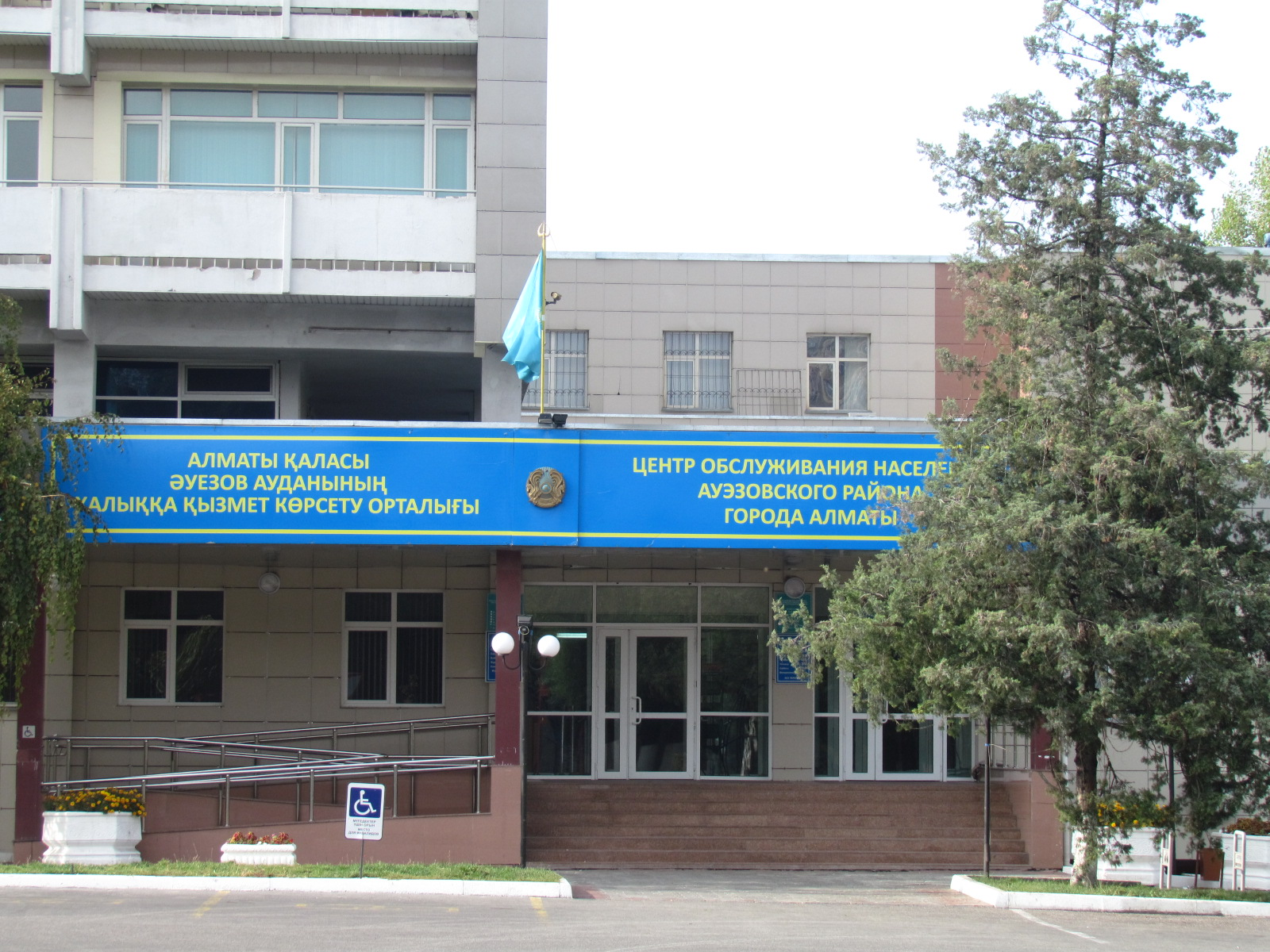
Центр обслуживания населения (ЦОН) Ауэзовского района на улице Жандосова. (5 октября 2014 года)